# 航空发动机站 (加里宁-松采沃线)
航空發動機站（羅馬化：Aviamotornaya）是莫斯科地鐵加里寧-松采沃線的一個車站，開通於1979年12月30日。航空發動機站非常深，位於地下53米處，車站裝飾以飛行和航空為主題。 

## 外部連結
- 维基共享资源上的相關多媒體資源：航空发动机站
- Metro.ru （页面存档备份，存于） — Station information (Russian)